# Babacar Ndiour
Babacar Ndiour est un footballeur international sénégalais évoluant au poste de défenseur.

## Biographie
Babacar Ndiour participe à la Ligue des champions de la CAF et à la Coupe de la confédération en 2011 avec l'ASC Diaraf.
Il reçoit deux sélections en équipe du Sénégal : la première contre le Mexique en match amical, la seconde contre la Colombie, toujours en amical.

## Palmarès
- Champion du Sénégal en 2008 avec l'AS Douanes